# South Kumminin
South Kumminin är en ort i Australien. Den ligger i kommunen Narembeen och delstaten Western Australia, omkring 230 kilometer öster om delstatshuvudstaden Perth.
Trakten runt South Kumminin är nära nog obefolkad, med mindre än två invånare per kvadratkilometer.. Närmaste större samhälle är Narembeen, omkring 16 kilometer norr om South Kumminin.
Trakten runt South Kumminin består till största delen av jordbruksmark. Genomsnittlig årsnederbörd är 459 millimeter. Den regnigaste månaden är juli, med i genomsnitt 70 mm nederbörd, och den torraste är februari, med 12 mm nederbörd.